# كالة درة
كالة درة هي قرية في مقاطعة سردشت، إيران. يقدر عدد سكانها بـ 64 نسمة بحسب إحصاء 2016.